# Johannes Hallberg
Johannes Hallberg, född 25 september 1799 på Rögle säteri. död 21 september 1851 i Helsingborg, var svensk konsul och handelsman, verksam i Helsingborg. 
På grund av alla de konsulstitlar han innehade blev han kallad Konsulernas konsul. De trappor som leder från Billeplatsen i Helsingborg och upp till Kärnan har fått sitt namn efter honom, Hallbergs Trappor.

## Biografi
Johannes Hallberg var son till tegelmästaren Ola Hallberg och Ingar Olsdotter. Vid 14 års ålder, 1813, påbörjade Hallberg sin köpmanskarriär som bodbetjänt hos Thomas Nathanael Jacobsson. När denne gick i konkurs året efter, så ordnade Jacobsson plats till Hallberg hos konsul Carl Hindrich Rooth. Här blev han arbetskamrat med Oskar Daniel Krook. De båda startade ett gemensamt företag Hallberg o Krook år 1825. Året efter gifte han sig med garverifaktorn Jonas Hultmans dotter Charlotta Hultman 1806-1886 på Liden 21. Paret fick 10 barn varav 4 av dem dog under koleraepidemin 1847. 
Flera helsingborgare som sedan skulle bli framgångsrika i sin affärsverksamhet påbörjade sin yrkesbana hos konsul Hallberg. Den mest framstående av dessa var hans systerson konsul Persson 1836-1916 som skulle dominera Helsingborgs näringsliv under senare delen av 1800-talet. Andra namn var konsul Carl Henckel 1821-1898 ,Fredrik Henckel 1828-1912 , Johan Cronzell 1837-1885 ,Charles Johnsson 1817- , konsul August Wingårdh 1860-1955.
Hallberg innehade posterna som belgisk konsul, engelsk konsul, nederländsk konsul,  tysk konsul, fransk vicekonsul, rysk vicekonsul samt portugisisk vicekonsul,